# Ukrajinský mírový summit v červnu 2024

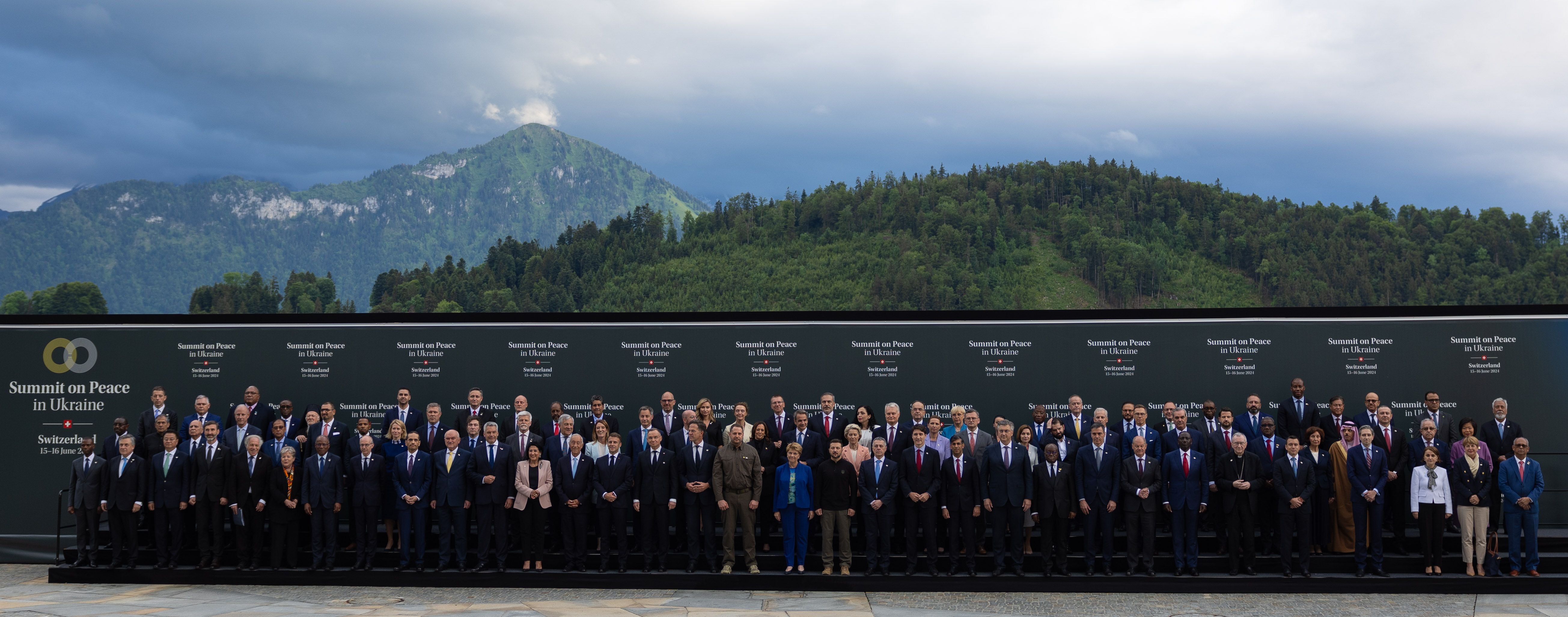
Skupinové foto účastníků summitu

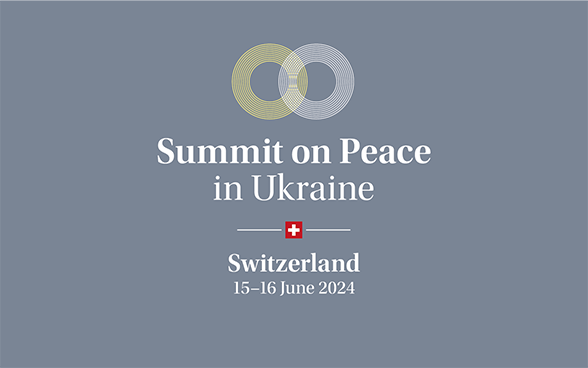
Logo summitu o míru na Ukrajině, 15. až 16. června 2024

Ve dnech 15. až 16. června 2024 proběhl ve švýcarském letovisku Bürgenstock mezinárodní mírový summit v rámci rusko-ukrajinské války, formálně nazvaný Mírový summit o Ukrajině. Konference následovala po sérii čtyř dřívějších mezinárodních setkání a pořádala ji švýcarská prezidentka Viola Amherdová.
Summitu se zúčastnili zástupci 92 zemí a 8 mezinárodních organizací. Rusko se nezúčastnilo. Závěrečné komuniké podepsalo 87 z nich.

## Účastníci

Státy zúčastněné, které podepsaly komuniké (zeleně), státy zúčastněné, které nepodepsaly komuniké (žlutě), nepozvaný agresor (červeně)

Ukrajina a Švýcarsko pozvaly zástupce více než 160 delegací, mezi nimiž jsou státy, které jsou členy BRICS, EU, G7, G20, NATO, OBSE, OSN a Rady Evropy.
Summitu celkově zúčastnili zástupci 92 zemí, z nichž 56 bylo zastoupeno na nejvyšší úrovni (prezidenti a premiéři), 32 bylo zastoupeno na ministerské úrovni (většinou ministři zahraničí) a 5 bylo zastoupeno na velvyslanecké úrovni (Brazílie, Izrael, Indonésie, Spojené arabské emiráty a Jihoafrická republika). Brazílie a Vatikán měly status nikoli účastníka ale pozorovatele summitu.
Pákistán, Vietnam, Myanmar a Kambodža byly pozvány, ale rozhodly se summitu neúčastnit. Mluvčí Ministerstva zahraničních věcí Švýcarské konfederace označil za důležitou účast globálního Jihu, který by hrál klíčovou roli při případném zahrnutí Ruska. Za klíčovou byla považována také účast Číny. Ukrajinský prezident Volodymyr Zelenskyj tak 26. května vyzval k účasti čínského prezidenta Si Ťin-pchinga a také amerického prezidenta Joea Bidena. Čína se summitu však neúčastnila a Joea Bidena zastoupila jeho viceprezidentka Kamala Harris.
Za Evropskou unii byli pozváni čelní představitelé jejích tří institucí (Evropská rada, Evropská komise a Evropský parlament). Kromě EU se z řad mezinárodních organizací účastnili zástupci OBSE, Organizace amerických států a Rada Evropy jako účastnící a OSN a Konstantinopolský patriarchát jako pozorovatelé.
| č. |                              | Název                                           | Reprezentant/ka                                     | Funkce                                                                               | Podpis závěrečného komuniké | Poznámka                                                                                     |
| -- | ---------------------------- | ----------------------------------------------- | --------------------------------------------------- | ------------------------------------------------------------------------------------ | --------------------------- | -------------------------------------------------------------------------------------------- |
| 1  | Albánie                      | Albánie                                         | Bajram Begaj                                        | Prezident                                                                            | Ano                         | Členem NATO                                                                                  |
| 2  | Andorra                      | Andorra                                         | Xavier Espot Zamora                                 | Premiér                                                                              | Ano                         |                                                                                              |
| 3  | Argentina                    | Argentina                                       | Javier Milei                                        | Prezident                                                                            | Ano                         |                                                                                              |
| 4  | Arménie                      | Arménie                                         | Armen Grigorjan                                     | Tajemník bezpečnostní rady Arménie                                                   | Ne                          |                                                                                              |
| 5  | Austrálie                    | Austrálie                                       | Bill Shorten                                        | Ministr pro vládní služby                                                            | Ano                         |                                                                                              |
| 6  | Bahrajn                      | Bahrajn                                         | Abdullatif Al-Zayani                                | Ministr zahraničních věcí                                                            | Ne                          |                                                                                              |
| 7  | Belgie                       | Belgie                                          | Alexander De Croo                                   | Premiér                                                                              | Ano                         | Členem EU a NATO                                                                             |
| 8  | Benin                        | Benin                                           | Olushegun Ajadi Bakari                              | Ministr zahraničních věcí                                                            | Ano                         |                                                                                              |
| 9  | Bosna a Hercegovina          | Bosna a Hercegovina                             | Denis Bećirović                                     | Předseda Prezidia                                                                    | Ano                         |                                                                                              |
| 10 | Brazílie                     | Brazílie                                        | Claudia Fonseca Buzzi                               | Velvyslankyně Brazílie ve Švýcarsku                                                  | Ne                          | Členem BRICS, na summitu v roli pozorovatele                                                 |
| 11 | Bulharsko                    | Bulharsko                                       | Dimitar Glavčev                                     | Premiér                                                                              | Ano                         | Členem EU a NATO                                                                             |
| 12 | Černá Hora                   | Černá Hora                                      | Jakov Milatović                                     | Prezident                                                                            | Ano                         | Členem NATO                                                                                  |
| 13 | Česko                        | Česko                                           | Petr Pavel                                          | Prezident                                                                            | Ano                         | Členem EU a NATO                                                                             |
| 14 | Dánsko                       | Dánsko                                          | Mette Frederiksen                                   | Premiérka                                                                            | Ano                         | Členem EU a NATO                                                                             |
| 15 | Dominikánská republika       | Dominikánská republika                          | Luis Abinader                                       | Prezident                                                                            | Ano                         |                                                                                              |
| 16 | Ekvádor                      | Ekvádor                                         | Daniel Noboa                                        | Prezident                                                                            | Ano                         |                                                                                              |
| 17 | Estonsko                     | Estonsko                                        | Kaja Kallas                                         | Premiérka                                                                            | Ano                         | Členem EU a NATO                                                                             |
| 18 | Evropská unie                | Evropská unie                                   | Charles Michel Ursula von der Leyen Roberta Metsola | Předseda Evropské rady Předsedkyně Evropské komise Předsedkyně Evropského parlamentu | Ano                         | Sui generis svým zřízením s prvky mezi konfederací a mezinárodní organizací, zastoupení v G7 |
| 19 | Fidži                        | Fidži                                           | William Catonivere                                  | Prezident                                                                            | Ano                         |                                                                                              |
| 20 | Finsko                       | Finsko                                          | Alexander Stubb                                     | Prezident                                                                            | Ano                         | Členem EU a NATO                                                                             |
| 21 | Francie                      | Francie                                         | Emmanuel Macron                                     | Prezident                                                                            | Ano                         | Členem EU, G7 a NATO                                                                         |
| 22 | Gambie                       | Gambie                                          | Ismaila Ceesay                                      | Ministr informací                                                                    | Ano                         |                                                                                              |
| 23 | Ghana                        | Ghana                                           | Nana Akufo-Addo                                     | Prezident                                                                            | Ano                         |                                                                                              |
| 24 | Gruzie                       | Gruzie                                          | Salome Zurabišvili                                  | Prezidentka                                                                          | Ano                         |                                                                                              |
| 25 | Guatemala                    | Guatemala                                       | Bernardo Arévalo                                    | Prezident                                                                            | Ano                         |                                                                                              |
| 26 | Chile                        | Chile                                           | Gabriel Boric                                       | Prezident                                                                            | Ano                         |                                                                                              |
| 27 | Chorvatsko                   | Chorvatsko                                      | Andrej Plenković                                    | Prezident                                                                            | Ano                         | Členem EU a NATO                                                                             |
| 28 | Indie                        | Indie                                           | Pawan Kapoor                                        | Státní tajemník pro Ministerstvo zahraničí                                           | Ne                          | Členem BRICS                                                                                 |
| 29 | Indonésie                    | Indonésie                                       | Ngurah Swajaya                                      | Velvyslanec Indonésie ve Švýcarsku                                                   | Ne                          |                                                                                              |
| 30 | Irák                         | Irák                                            | Fuad Hussein                                        | Ministr zahraničních věcí                                                            | Ne                          |                                                                                              |
| 31 | Irsko                        | Irsko                                           | Simon Harris                                        | Taoiseach                                                                            | Ano                         | Členem EU                                                                                    |
| 32 | Island                       | Island                                          | Bjarni Benediktsson                                 | Premiér                                                                              | Ano                         | Členem ESVO a NATO                                                                           |
| 33 | Itálie                       | Itálie                                          | Giorgia Meloni                                      | Premiérka                                                                            | Ano                         | Členem EU, G7 a NATO                                                                         |
| 34 | Izrael                       | Izrael                                          | Juli-Joel Edelstein                                 | Bývalý předseda Knesetu                                                              | Ano                         |                                                                                              |
| 35 | Japonsko                     | Japonsko                                        | Fumio Kišida                                        | Premiér                                                                              | Ano                         |                                                                                              |
| 37 | Jižní Afrika                 | Jižní Afrika                                    | Sydney Mufamadi                                     | Velvyslanec JAR ve Švýcarsku                                                         | Ne                          | Členem BRICS                                                                                 |
| 38 | Jižní Korea                  | Jižní Korea                                     | Kisun Bang                                          | Ministr pro vládní záležitosti                                                       | Ano                         |                                                                                              |
| 39 | Jordánsko                    | Jordánsko                                       | Ibrahim Jazi                                        | Státní ministr pro záležitosti předsedy vlády                                        | Ne                          |                                                                                              |
| 40 | Kanada                       | Kanada                                          | Justin Trudeau                                      | Premiér                                                                              | Ano                         | Členem G7 a NATO                                                                             |
| 41 | Kapverdy                     | Kapverdy                                        | Ulysses Correa y Silva                              | Premiér                                                                              | Ano                         |                                                                                              |
| 42 | Katar                        | Katar                                           | Muhammad bin Abdulrahman bin Jassim Al Thani        | Premiér                                                                              | Ano                         |                                                                                              |
| 43 | Keňa                         | Keňa                                            | William Ruto                                        | Prezident                                                                            | Ano                         |                                                                                              |
| 44 | Komory                       | Komory                                          | Doyhir Dulkamal                                     | Ministr zahraničních věcí                                                            | Ano                         |                                                                                              |
| 45 | neznámá vlajka               | Konstantinopolský patriarchát                   | Bartoloměj I.                                       | Konstatntinopolský patriarcha                                                        | Ano                         | Na summitu v roli pozorovatele                                                               |
| 46 | Kosovo                       | Kosovo                                          | Vjosa Osmani                                        | Prezidentka                                                                          | Ano                         | Není plně uznáno všemi účastnícími se státy                                                  |
| 47 | Kostarika                    | Kostarika                                       | Stefan Brunner                                      | Viceprezident                                                                        | Ano                         |                                                                                              |
| 48 | Kypr                         | Kypr                                            | Níkos Christodúlídés                                | Prezident                                                                            | Ano                         | Členem EU                                                                                    |
| 49 | Libérie                      | Libérie                                         | Natu Oswald Twe                                     | Ministr spravedlnosti                                                                | Ano                         |                                                                                              |
| 50 | Libye                        | Libye                                           | Mohamed al-Menfi                                    | Předseda Prezidentské rady                                                           | Ne                          |                                                                                              |
| 51 | Lichtenštejnsko              | Lichtenštejnsko                                 | Daniel Risch                                        | Premiér                                                                              | Ano                         | Členem ESVO                                                                                  |
| 52 | Litva                        | Litva                                           | Gitanas Nausėda                                     | Prezident                                                                            | Ano                         | Členem EU a NATO                                                                             |
| 53 | Lotyšsko                     | Lotyšsko                                        | Edgars Rinkēvičs                                    | Prezident                                                                            | Ano                         | Členem EU a NATO                                                                             |
| 54 | Lucembursko                  | Lucembursko                                     | Luke Frieden                                        | Premiér                                                                              | Ano                         | Členem EU a NATO                                                                             |
| 55 | Maďarsko                     | Maďarsko                                        | Péter Szijjártó                                     | Ministr zahraničních věcí                                                            | Ano                         | Členem EU a NATO                                                                             |
| 56 | Malta                        | Malta                                           | Miriam Spiteri Debono                               | Prezidentka                                                                          | Ano                         | Členem EU                                                                                    |
| 57 | Mauritánie                   | Mauritánie                                      | Mohamed Yahya Saeed                                 | Náměstek ministra zahraničních věcí                                                  | Ne                          |                                                                                              |
| 58 | Mexiko                       | Mexiko                                          | Alicia Bárcena                                      | Ministryně zahraničních věcí                                                         | Ne                          |                                                                                              |
| 59 | Moldavsko                    | Moldavsko                                       | Maia Sandu                                          | Prezidentka                                                                          | Ano                         |                                                                                              |
| 60 | Německo                      | Německo                                         | Olaf Scholz                                         | Kancléř                                                                              | Ano                         | Členem EU a NATO                                                                             |
| 61 | Nizozemsko                   | Nizozemsko                                      | Mark Rutte                                          | Premiér                                                                              | Ano                         | Členem EU a NATO                                                                             |
| 62 | Norsko                       | Norsko                                          | Jonas Gahr Støre                                    | Premiér                                                                              | Ano                         | Členem ESVO a NATO                                                                           |
| 63 | Nový Zéland                  | Nový Zéland                                     | Mark Mitchell                                       | Ministr pro nápravná zařízení, policii a mimořádné události                          | Ano                         |                                                                                              |
| 64 | neznámá vlajka               | Organizace amerických států                     | Luis Almagro                                        | Generální tajemník                                                                   | Ano                         | Mezinárodní organizace                                                                       |
| 65 | neznámá vlajka               | Organizace pro bezpečnost a spolupráci v Evropě | Ian Borg                                            | Úřadující předseda                                                                   | Ne                          | Mezinárodní organizace                                                                       |
| 66 | Organizace spojených národů  | Organizace spojených národů                     | Rosemary Di Carlo                                   | Náměstek tajemníka pro politické záležitosti a záležitosti budování míru             | Ne                          | Mezinárodní organizace, na summitu v roli pozorovatele                                       |
| 67 | Palau                        | Palau                                           | Surangel Wipps (Jr.)                                | Prezident                                                                            | Ano                         |                                                                                              |
| 68 | Peru                         | Peru                                            | Javier González-Olaechea                            | Ministr zahraničních věcí                                                            | Ano                         |                                                                                              |
| 69 | Pobřeží slonoviny            | Pobřeží slonoviny                               | Alassane Ouattara                                   | Prezident                                                                            | Ano                         |                                                                                              |
| 70 | Polsko                       | Polsko                                          | Andrzej Duda                                        | Prezident                                                                            | Ano                         | Členem EU a NATO                                                                             |
| 71 | Portugalsko                  | Portugalsko                                     | Marcelo Rebelo de Sousa                             | Prezident                                                                            | Ano                         | Členem EU a NATO                                                                             |
| 72 | Rada Evropy                  | Rada Evropy                                     | Marija Pejčinović Burić                             | Generální tajemnice                                                                  | Ano                         | Mezinárodní organizace nezávislá na Evropské unii                                            |
| 73 | Rakousko                     | Rakousko                                        | Karl Nehammer                                       | Kancléř                                                                              | Ano                         | Členem EU, ústavně neutrální stát                                                            |
| 74 | Rumunsko                     | Rumunsko                                        | Luminița Odobescu                                   | Ministryně zahraničních věcí                                                         | Ano                         | Členem EU a NATO                                                                             |
| 75 | Rwanda                       | Rwanda                                          | Vincent Biruta                                      | Ministr vnitra                                                                       | Ne                          |                                                                                              |
| 76 | Řecko                        | Řecko                                           | Kyriakos Mitsotakis                                 | Premiér                                                                              | Ano                         | Členem EU a NATO                                                                             |
| 77 | San Marino                   | San Marino                                      | Luca Beccari                                        | Generální tajemník pro zahraniční věci                                               | Ano                         |                                                                                              |
| 78 | Saúdská Arábie               | Saúdská Arábie                                  | Faisal Binh Farhan Al Saud                          | Ministr zahraničních věcí                                                            | Ne                          |                                                                                              |
| 79 | Svatý Tomáš a Princův ostrov | Svatý Tomáš a Princův ostrov                    | Gareth Guadalupe                                    | Ministr zahraničních věcí                                                            | Ano                         |                                                                                              |
| 80 | Severní Makedonie            | Severní Makedonie                               | Gordana Siljanovska-Davkova                         | Prezidentka                                                                          | Ano                         | Členem NATO                                                                                  |
| 81 | Singapur                     | Singapur                                        | Sim Ann                                             | Náměstek ministra zahraničních věcí a národního rozvoje                              | Ano                         |                                                                                              |
| 82 | Slovensko                    | Slovensko                                       | Juraj Blanar                                        | Ministr zahraničních věcí a evropských záležitostí                                   | Ano                         | Členem EU a NATO                                                                             |
| 83 | Slovinsko                    | Slovinsko                                       | Nataša Pirc Musar                                   | Prezidentka                                                                          | Ano                         | Členem EU a NATO                                                                             |
| 84 | Spojené arabské emiráty      | Spojené arabské emiráty                         | Anwar Gargash                                       | Hlavní diplomatický poradce prezidenta                                               | Ne                          | Členem BRICS                                                                                 |
| 85 | Spojené království           | Spojené království                              | Rishi Sunak                                         | Premiér                                                                              | Ano                         | Členem NATO                                                                                  |
| 86 | USA                          | Spojené státy americké                          | Kamala Harris                                       | Vicepremiérka                                                                        | Ano                         | Členem NATO                                                                                  |
| 87 | Somálsko                     | Somálsko                                        | Hassan Sheikh Mahmoud                               | Prezident                                                                            | Ano                         |                                                                                              |
| 88 | Srbsko                       | Srbsko                                          | Marko Djuric                                        | Ministr zahraničních věcí                                                            | Ano                         |                                                                                              |
| 89 | Surinam                      | Surinam                                         | Albert Ramdin                                       | Ministr zahraničních věcí                                                            | Ano                         |                                                                                              |
| 90 | Španělsko                    | Španělsko                                       | Pedro Sánchez                                       | Premiér                                                                              | Ano                         | Členem EU a NATO                                                                             |
| 91 | Švédsko                      | Švédsko                                         | Ebba Bush                                           | Místopředsedkyně vlády                                                               | Ano                         | Členem EU a NATO                                                                             |
| 92 | Švýcarsko                    | Švýcarsko                                       | Viola Amgerd                                        | Prezidentka                                                                          | Ano                         | Pořadatel, ústavně neutrální stát                                                            |
| 93 | Thajsko                      | Thajsko                                         | Russ Jalichandra                                    | Náměstek ministra zahraničních věcí                                                  | Ne                          |                                                                                              |
| 94 | Turecko                      | Turecko                                         | Hakan Fidan                                         | Ministr zahraničních věcí                                                            | Ano                         | Členem NATO                                                                                  |
| 95 | Ukrajina                     | Ukrajina                                        | Volodymyr Zelenskyj                                 | Prezident                                                                            | Ano                         | Pořadatel, napadený stát                                                                     |
| 96 | Uruguay                      | Uruguay                                         | Omar Paganini                                       | Ministr zahraničních věcí                                                            | Ano                         |                                                                                              |
| 97 | Vatikán                      | Vatikán                                         | Pietro Parolin                                      | Kardinál státní sekretariář                                                          | Ne                          | Na summitu v roli pozorovatele                                                               |
| 98 | Východní Timor               | Východní Timor                                  | Xanana Gusmão                                       | Premiér                                                                              | Ano                         |                                                                                              |